# Karacaahmetli, Yerköy
Karacaahmetli là một xã thuộc huyện Yerköy, tỉnh Yozgat, Thổ Nhĩ Kỳ. Dân số thời điểm năm 2010 là 73 người.